# 中信鯨
中信鯨，原名和信鯨，源自於業餘時代的中國信託棒球隊，於1991年7月中國信託和台北體院建教合作之下誕生。成軍之初暫時以學生球員組隊，第一次參加成棒聯賽，在九隊參賽中，敬陪末座。後來開始招兵買馬，再加上建教合作的學生勉強湊齊人數便展開訓練。在1994年拿到了第一次冠軍，1995年以九連勝震驚臺灣棒壇，在1995年的秋季聯賽創下「四連霸」的國內最高紀錄。1996年2月正式加入中華職棒聯盟，成為中華職棒第七軍，並改名和信鯨。經營單位為中信鯨育樂股份有限公司。2002年更改為中信鯨，2008年11月11日宣佈解散。

## 隊名由來
「鯨」是世界上最大的動物，但卻生性溫和，喜好群游，不過發起威來，排山倒海，令人咋舌。鯨的行動優雅穩重，當它在水中行進時，展現的曲線與弧度，更是力與美的結合。所以和信鯨取「鯨」作為吉祥物，代表和信集團的精神，與棒球隊所需要的團隊默契。

## 歷史
中信鯨在加盟職棒前的業餘聯賽中，曾一舉蟬聯1994年春、秋兩季冠軍，更於秋季聯賽中以十六連勝打破兄弟象業餘時代十五連勝紀錄。1996年春、秋聯賽中，再度拿走冠軍盃，同時創下四連霸紀錄。
1997年以和信鯨的名義加入中華職棒聯盟，母企業為中國信託。1999年，鯨隊在加入中華職棒第三年奪得球季排名第一的頭銜，但在總冠軍戰中遭味全龍擊敗，錯失最佳奪冠契機。
為提昇球隊整體戰力，鯨隊分別在1998年與1999年重金禮聘旅日名將郭源治、郭李建夫。2001年12月聘請台灣棒球界被稱為「永遠的全壘打王」的林仲秋擔任第二任總教練。2002年，再度更名為中國信託鯨隊（簡稱中信鯨隊）。2003年底，聘請雅典奧運中華國家代表隊總教練徐生明先生出任第三任總教練。
2002年，再度進入總冠軍賽，但最後遭到兄弟象橫掃（兄弟象已拿下上下半季冠軍，先取得一勝優勢）。

## 隊歌
2003年，中信鯨球團聘請台灣樂團糯米團填詞、譜曲、編曲，作成隊歌〈必勝〉，收錄於3月13日發行的宣傳品「鯨英計劃首部曲─戰鼓若響」專輯中。

## 歷年戰績

### 各教練時期戰績
| 年度   | 總教練   | 名次 | 出賽 | 勝  | 敗  | 和 | 勝率 | 勝差 | 備註                |
| 1997年 | 李來發   | 7    | 96   | 39  | 56  | 1  | .411 | 22.0 |                     |
| 1998年 | 李來發   | 4    | 105  | 54  | 49  | 2  | .524 | 4.0  |                     |
| 1999年 |          | 1    | 91   | 60  | 29  | 2  | .674 | —    | 球季賽冠軍          |
|        | 李來發   |      | 90   | 60  | 28  | 2  | .682 |      |                     |
|        | 立石充男 |      | 1    | 0   | 1   | 0  | .000 |      |                     |
| 2000年 | 李來發   | 3    | 90   | 41  | 45  | 4  | .477 | 8.5  |                     |
| 2001年 | 李來發   | 3    | 90   | 45  | 45  | 0  | .500 | 6.0  |                     |
| 2002年 | 林仲秋   | 2    | 90   | 45  | 42  | 3  | .517 | 8.5  |                     |
| 2003年 | 林仲秋   | 4    | 100  | 51  | 43  | 6  | .543 | 12.0 |                     |
| 2004年 |          | 4    | 100  | 45  | 50  | 5  | .474 | 12.5 |                     |
|        | 徐生明   |      | 85   | 38  | 43  | 4  | .469 |      |                     |
|        | 黃煚隆   |      | 15   | 7   | 7   | 1  | .500 |      |                     |
| 2005年 | 徐生明   | 4    | 100  | 47  | 49  | 4  | .490 | 6.5  | 與兄弟象並列年度第4 |
| 2006年 | 李來發   | 5    | 100  | 42  | 51  | 7  | .452 | 18.5 |                     |
| 2007年 | 謝長亨   | 4    | 100  | 46  | 52  | 2  | .469 | 11.5 |                     |
| 2008年 | 謝長亨   | 4    | 100  | 39  | 61  | 0  | .390 | 28   |                     |
| 合計   |          |      | 1162 | 554 | 572 | 36 | .492 |      |                     |

## 簽賭打假球事件
2003年10月9日，《壹週刊》第124期刊載黑道收買職棒球員─中信鯨爆放水醜聞，文中指涉中華職棒14年，中信鯨隊有球員放水打假球，並且引起中信金控高層辜仲諒、羅聯福的注意。唯文中除指出季中離隊的洋投羅薩有放水嫌疑、以及二線投手蘇立偉因與女友發生感情糾紛而傳出緋聞外，並未點名其他球員。10月16日，125期壹周刊再刊載職棒醜聞擴大─調查郭李建夫，點名當時中信陣中王牌救援投手郭李建夫為放水球主力。報導刊出後，蘇立偉女友更向媒體指稱當時擔任中信鯨總教練的林仲秋和主力二壘手林岳亮也有放水情事，均遭當事人否認。此次事件雖未有球員因此被起訴，然而造成蘇立偉遭球隊開除、總教練林仲秋辭職獲准。
2007年8月23日，中信鯨隊球員曾漢州、紀俊麟、王宜民、許人介、蘇哲毅遭到台南地檢署約談，訊後五人分別被責付及飭回。8月25日，中信鯨隊宣布與曾漢州、紀俊麟解除合約，被供出涉案的鄭昌明、陳健偉、黃貴裕則遭球團無限期禁賽。此次事件已經是中華職棒近五年來第四度，而且是連續三年發生簽賭打假球事件。中華職棒19年鄭昌明、陳健偉、黃貴裕也相繼被解約。本案經纏訟三年後，2010年9月30日由臺南地方法院一審宣判，其中五名球員均無罪，吳健保則判刑兩年、併科罰金新台幣22萬元。

## 外部連結
- 中信鯨在台灣棒球維基館上的頁面（繁體中文）